# 中島千里
中島千里（3月10日—），日本資深女性配音員。出身於埼玉縣大宮市（今已併入埼玉市改名大宮區）。身高153cm。O型血。

## 人物簡介
出身，青二Production所屬，青二塾東京校第1期（第1號學生）、上野學園大學短期大學音樂科聲樂專科畢業。
為人熟悉的代表配音作品有動畫《金肉人II世》的二階堂麻里、遊戲《卒業》系列的安田舞奈、海外動畫《湯瑪士小火車》的帕西。
音域為女高音。興趣是薔薇栽培。特技是聲樂、油畫，此外曾經榮獲第40回美術協會純展新人獎、第37回現代童畫展新人獎。

## 演出作品
※粗體字表示說明飾演的主要角色。

### 電視動畫
1981年
- 虎面人II世（才賀美奈）
- （五月）

1982年
- 大口妹（日语：あさりちゃん）（學生）
- The♥南瓜酒（女學生B、真弓、啦啦隊、太田良江、伊代）

1983年
- 金肉人（二階堂麻里、艾莉莎、蝦子、辣妹、小孩A）
- 銀河疾風（レミステファン）
- Taotao繪本館 世界動物物語（日语：タオタオ絵本館）
- 無敵3四郎（受理小姐、女孩子、女學生）
- 我是小甜甜（中原美也）
- 美雪、美雪（水森裕子、女學生、學生B）

1984年
- 福星小子
- 樹熊歷險紀（日语：コアラボーイ コッキィ）（拉拉）
- 夢戰士WING-MAN（日语：ウイングマン）（清美）

1985年
- 超獸機神斷空我（護理人員）

1986年
- 聖鬥士星矢（愛絲美拉）
- 楓葉鎮物語（芎蒂·利斯蒙德〈初代〉）

1987年
- 橙路（牛子、店員）
- 仙魔大戰（觀音、探知坊）

1988年
- 城市獵人2（麻衣子）

1989年
- 奇天烈大百科（小綠）
- 新仙魔大戰（ミネルンバ、助舟、蘭、霧江大人）
- 魔法使莎莉（露）

1990年
- 夠了！阿太郎 (1990年版)（日语：もーれつア太郎）（美娜）

1993年
- GS美神（美神的）

1994年
- 橘子醬男孩（女學生A）

2000年
- 機巧奇傳（小孩）

2001年
- 超能奇兵（女性）

2002年
- 機動戰士鋼彈SEED（管制官／女性管制官）
- 魯莽天使（賴子、OL、女人1、小學生、女子1、女子A、女子C、女學生A、惡童、壞小孩B）
- 名偵探柯南（主婦A）

2003年
- 高橋留美子劇場（主婦、資深護理人員）
- 高橋留美子劇場 人魚之森（老年女性、村子女性）

2004年
- 怪醫黑傑克（職員）
- 名偵探柯南（女性、愛甲奈央）

2008年
- 名偵探柯南（小早川秀子）

### OVA
1985年
- NORA（主婦）

1986年
- AI CITY（日语：アイ・シティ）（S2）
- 夢次元獵人芳朵拉（日语：夢次元ハンターファンドラ）

1987年
- 2001夜物語（日语：2001夜物語）（艾蓮、男孩子）
- 泡泡糖危機（翔的母親）

1989年
- （赤坂）

### 電影動畫
1983年
- 劇場版 青春野球部Nine（日语：ナイン (漫画)），又譯最後的冠軍、青春野球部（女學生）

1984年
- 金肉人：被奪走的冠軍腰帶（日语：キン肉マン 奪われたチャンピオンベルト）（二階堂麻里）
- 金肉人：大暴動！正義超人（日语：キン肉マン 大暴れ!正義超人）（二階堂麻里）

1985年
- 金肉人：正義超人vs古代超人（日语：キン肉マン 正義超人vs古代超人）（二階堂麻里）
- 金肉人：逆襲！宇宙隱形超人（日语：キン肉マン 逆襲!宇宙かくれ超人）（二階堂麻里）
- 金肉人：愉快的身影！正義超人（日语：キン肉マン 晴れ姿!正義超人）（二階堂麻里、麻里公主）

1986年
- 金肉人：紐約千鈞一髮！（日语：キン肉マン ニューヨーク危機一髪!）（二階堂麻里）
- 金肉人：正義超人vs戰士超人（日语：キン肉マン 正義超人vs戦士超人）（二階堂麻里）

1991年
- 在你後面那個人是誰（日语：うしろの正面だあれ）

### 遊戲
1994年
- 卒業II ～Neo Generation～（安田舞奈）

1997年
- 龍騎士4（セイル）
- 卒業 Vacation（安田舞奈）

### 電視劇
1978年
- 彗星公主 第2話「地球是最美麗的星球」（TBS／國際放映）

1980年
- 排球女將（ANB／東映）－八田典子
- 獅子的時代（日语：獅子の時代）（NHK）－藝妓

### 外語配音

#### 電影
- 大丈夫日記 ※VHS版。

#### 電視影集
- 說書人（英语：The Storyteller (TV series)）（小孩、傭人2）

#### 動畫
- 湯瑪士小火車（Percy、Clarabel、小孩、Bridget、女性乘客、Slate貨車）※富士電視台版。
  - 劇場版 湯瑪士和神奇鐵路（Percy）

### 布偶、人形劇
- （老師）
- Aiueo（日语：あいうえお (テレビ番組)）
- （巧虎〈初代〉）
- TV

### 其它
- MOTHRA 萬普影視VHS（旁白）

## 外部連結
- 青二Production公式官網的聲優簡介 （页面存档备份，存于） （日語）